# ذي صلل (السدة)

تعديل مصدري - تعديل

ذي صلل هي إحدى قرى عزلة وادي حجاج بمديرية السدة التابعة لمحافظة إب، بلغ تعداد سكانها 695 نسمة حسب تعداد اليمن لعام 2004.
```
يذكر الأهالي بأنها كانت تسمى (المنصورة)، وهي قديمة لها مفاسحها (ممتلكات جغرافية تحيط بها) من وديان وغيول مع قنوات ري، يعود تاريخها إلى ما قبل الإسلام، بدليل وجود شواهد اثريه تؤكد ذلك مثل قنوات الري ومسميات بعض الحقول الزراعية وبقايا شواهد أثريه مثل المطاحن الحجرية (الرحى)، والمعاصر الخاصة بالزيوت (سليط الترتر)، والحدود الجغرافية للقرية من سائلة المنظاح شرقا وسائلة شعب الشامي من الناحية الجنوبية الشرقية ومن الناحية الشمالية الغربية مجرى سيل (حوره) ويحدها قرية (الجوبل)، السكان 200 مسكن.
[
3
]
```

## التسمية
من الجذر (صلل)، يَقُولُ الخليل في اللسان: صَادَفَتْ نَاقَتِي الْحَوْضَ يَابِسًا، وَقِيلَ: أَرَادَ صَخْرَةً فِي مَاءٍ قَدِ اخْضَرَّ جَانِبَاهَا مِنْهُ، وَعَنَى بِالصَّخْرَةِ مَجْدَهُمْ وَشَرَفَهُمْ فَضَرَبَ الصَّخْرَةَ مَثَلًا. 
قَالَ النَّابِغَةُ الْجَعْدِيُّ:
1. فَإِنَّ صَخْرَتَنَا أَعْيَتْ أَبَاكَ فَلَا  يَأْلُو لَهَا مَا اسْتَطَاعَ الدَّهْرَ إِخْبَالًا
2. رَدَّتْ مَعَاوِلَهُ خُثْمًا مُفَلَّلَةً  وَصَادَفَتْ أَخْضَرَ الْجَالَيْنِ صَلَّالَا

ربما يرتبط الاسم بموقع القرية المنبسط كما حال الصلل الحجرية التي هي عبارة عن بلاطات حجرية مستوية ترصف على أرضية المباني.
تعتبر القرية محصنة طبيعية ويتميز طابعها المعماري بخاصية البناء الحصين من خلال تلاحم المباني وتشابكها مع بعضها البعض ذلك الترابط المعماري جعلها سور حصين يتم الدخول للقرية من مدخل واحد

## السكان
```
بني العميسي، وهادي ومصلح علي، ويحوق والنجار وعوضه والفائق ومبخوت وعلوان والدفار وعلاية وعباد واخرون 
[
6
]
```

## الأثار الإسلامية
كان يوجد في القرية جامع قديم إلى جانب بقايا معمارية أثرية تخلخلها مواد البناء المعروفة بالقضاض خاصة المبنى الذي يتوسط القرية وبها من المساجد خاليا (4 مساجد).

## الوديان الزراعية
ومن الأودية (وادي حجاج، والصراح ومحورة، ويوجد في محورة جربة (طريق) يطلق عليها الأهالي (المداخل) بها بقايا أحجار (صلل)، ويوجد عارضة (سراف، جهشان، حجر ذي العقد (أثرية)، شعب الحنش)، والأودية التي تعتمد على قنوات الغيول الدائمة"
فتعتبر ساقية (حجاج) أكبرها التي ينبع غيلها من (الموشع) يقدر أطول امتدادها (15 كم تقريبا)، تبدا الساقية من أعلا (شلال وادي بنا) وتسقي عدد من الأودية منها: وادي الخريب، وحدة، والدرم، وذي ابلان، وغيمان الذي تمتد الساقية وتمر به، ومن الأودية (الصالب) التي تعتمد على مياه الأمطار ومن الأودية (ذي العقدين) وادي محورة ويستقين من غيل (ذي لهمان) ووادي (محور) يسقى من لهمان أيضا، وله بركة كبيرة إلى جانب فناة ري (ساقية) العقود والتي يعتمد عليها القطع الزراعية الكبيرة أيضا مثل وادي (الصرح) وهو (صربي) ويوجد (غيب الصرح)، وذي لهمان: توجد فيها بقايا جدران أثرية يطلق عليها الأهالي (اسعدي) وهي جدران ضخمة وحجارها كبيرة

## النفق القديم
```
يوجد نفق صغير يمر من جوار الغيل.... وصولا إلى مجرى (المغيل) الواقع تحت جربتها (شعب نميش) حتى اسفل الجدار الاسعدي (امتداده)، وفي نهاية السرداب يوجد (المجن) حق الغيل الذي يمتد إلى اسفل شعب (نميش)، ويوجد بقايا حوض صغير نهاية الغيل ويعتقد انه اثري وقديم نظرا لطبيعة ومواد البناء الضخم فيه.
```

## الزراعة
تزرع (الروم الهندي) والشام والذرة البيضاء والحمراء ومن القوليات وغيرها من الخضروات
أسماء الأرض الزراعية:
شعب نميش، ويوجد فيها (حودة قبالي وذي حرانم وذي البسوسوذي المقالح، وذي سودان وذي الحرة وذي مثعان وذي بقيه).

## المسميات الحميرية
الصرح: يتداول الأهالي بان (الصراح) قديم وحميري وكان في نهايته قرية قديمة اندثرت وكان لها مقبرة السفل منطقة الصرح 
والحوايط: وهي اقسام ومساحات زراعية صغيرة بالقرب من المساكن تغطي احتياجات يومية للاهالي 

## المقابر
```
توجد أربعة مقابر للموتى البعض منها لها سياج وحوش حجري حديث واهم تلك المقابر مقبرة راس النقيل) فوق وادي محورة 
[
8
]
```